# Монастырь Илии Пророка (Шувейр)
Монасты́рь Илии́ Проро́ка (араб. دير مار الياس‎ — «Дейр-Мар-Илья́с», Патриарший монастырь святого Илии в Швайе, араб. دير مار إلياس شويّا البطريركيّ‎) — ставропигиальный мужской монастырь Антиохийской Православной Церкви, расположенный в 31-м километре от Бейрута на высоте 1500 метров хребта Ливан вблизи городка Духур-аш-Шувейр. В настоящее время здесь находится Верховный Духовный Суд.
Неподалеку от антиохийского монастыря находится одноимённый маронитский монастырь того же имени.

## История
Точных данных о дате основания нет. Архивы, надписи, и архитектура дают поверхностную, а подчас и противоречивую информацию о происхождении монастыря. Самым ранним документом, найденном в монастыре, является купчая на землю от 1004 года по исламскому календарю, что соответствует 1595—1596 годам по современному летосчислению. Эдмон Блайбель в своём труде по истории Бикфайи утверждает, что греческий православный монастырь святого Илии в Швайе был построен в 1612 году на участке земли, принадлежащей к священнику Бутросу аль-Клинку, который также предоставил новые монастырские земли в областях Абу Мизан и Зигрин.
В 1728 году монастырь посетил русский путешественник Василий Григорьевич Григорович-Барский. Из его записей о монастыре стало известно, что он был довольно маленький (5-6 монахов) и тесный, монахи в нём занимались шелководством, садоводством и выращиванием винограда. Вместе с тем, монастырь по мнению Барского хорошо подходил для иноческого уединения
В 1840-х годах монастырь посещал архимандрит Порфирий (Успенский), который застал 8 монахов, численность которых оставалась неизменной до конца XIX века. В те же годы монастырь посетил российский дипломат и писатель Константин Михайлович Базили, где он закончил свою монографию «Сирия и Палестина под турецким владычеством».
В XIX веке местечко Эш-Шувейр стало популярным горным курортом для христианский семей и иностранцев проживавших в Ливане. После так называемой Дамасской резни 1860 года и разорения патриаршей резиденции, монастырь стал местом пребывания Патриарха Антиохийского Иерофея.
Посетивгие монастырь востоковеды Агафангел Ефимович Крымский в 1897 году и Игнатий Юлианович Крачковский в 1908 году, оставили колоритные описания монастырского быта и народных гуляний под монастырём в праздник пророка Илии.
В 1910-х годах между Россией и Антиохийским Патриархатом даже обсуждался вопрос о передаче монастыря русским монахам из Крестовоздвиженской келлии Афона.
В XIX—XX вв. обитель неоднократно перестраивалась и расширялась, последний раз в 1997 году. В ходе Гражданской войны в Ливане 1975—1990 годы монастырь подвергся разрушительным артиллерийским обстрелам со стороны исламских боевиков.

## Современное состояние
В настоящее время в монастыре располагается Верховный Церковный Суд Антиохийской Церкви. Также обитель является второй (летней) резиденцией патриарха Антиохийского, иногда здесь проходят заседания Священного Синода Антиохийской Православной Церкви и конференции. Ежегодно в монастыре проводится официальная встреча представителей парламента, министерств и православной общественности под председательством патриарха Антиохийского.
Монастырю принадлежит несколько ферм и земельных участков, на которых братия активно занимается сельскохозяйственной деятельностью.
В монастыре сохранились коллекция икон, более 60-ти экземпляров рукописных книг XVI — нач. XX в., а также подписанное и переданное в 1848 году митрополитом Филаретом (Дроздовым) Евангелие. Одной из достопримечательностью монастыря является ореховый иконостас.
Настоятель монастыря — епископ Апамейский Илия (Назим).